# NGC 2805
NGC 2805 este o intermediate spiral galaxy⁠(d) situată în constelația Ursa Mare. A fost descoperită în 1791 de către William Herschel. Se află la o distanță de 28,3 de megaparseci de Pământ.